# محمد حسن (بازیکن فوتبال، زاده ۱۹۰۵)
محمد حسن (انگلیسی: Mohammed Hassan؛ ۱۳ فوریهٔ ۱۹۱۲ – ۵ نوامبر ۱۹۸۶) یک بازیکن فوتبال اهل مصر بود.
وی عضو تیم ملی فوتبال مصر در جام جهانی فوتبال ۱۹۳۴ بوده است.